# مهرداد ذوالنور
مهرداد ذوالنور (۱۳۵۲–۲۱ مهر ۱۴۰۰) گرافیست ایرانی بود. ذوالنور از جمله اعضای اولیه انجمن صنفی طراحان گرافیک بود و در بیشترِ بینال ها، رویدادها و بزرگداشت‌های این انجمن نقش موثر و سازنده‌ای داشت.او مدتی هم مدیر گالری‌های خانه هنرمندان ایران بود و با مجله تصویر و جشن تصویر سال همکاری داشت. ذوالنور با سمیرا مخملباف ازدواج کرد و پس از مدتی از او جدا شد.این هنرمند علاوه بر فعالیت در حوزه گرافیک در زمینه عکاسی هم فعالیت داشت و عکس‌هایش از افغانستان در نشریات لوموند، گاردین، نیویورک تایمز و     
«ال‌پائیس» چاپ شده است.